# La Courtine
La Courtine is een gemeente in het Franse departement Creuse (regio Nouvelle-Aquitaine). De plaats maakt deel uit van het arrondissement Aubusson. La Courtine telde op 1 januari 2022 737 inwoners.
In de periode 1959-1964 zijn de daar gelegen militaire oefenterreinen in gebruik geweest bij de Koninklijke Landmacht. De Nederlandse bevelhebber der Landstrijdkrachten en chef-Defensiestaf Gillis Johannis le Fèvre de Montigny (1901-1982) werd in 1961 benoemd tot ereburger van La Courtine. 
In 1964 had Rijk de Gooijer een hit met het lied Brief uit La Courtine op de melodie van de Urendans uit de opera La Gioconda van Amilcare Ponchielli, met tekst van Eli Asser. Het lied werd geïnspireerd door het Nederlandse militaire verblijf in La Courtine.

## Geografie
De oppervlakte van La Courtine bedraagt 41,42 km², de bevolkingsdichtheid is 19 inwoners per km² (per 1 januari 2019).
{
De onderstaande kaart toont de ligging van La Courtine met de belangrijkste infrastructuur en aangrenzende gemeenten.

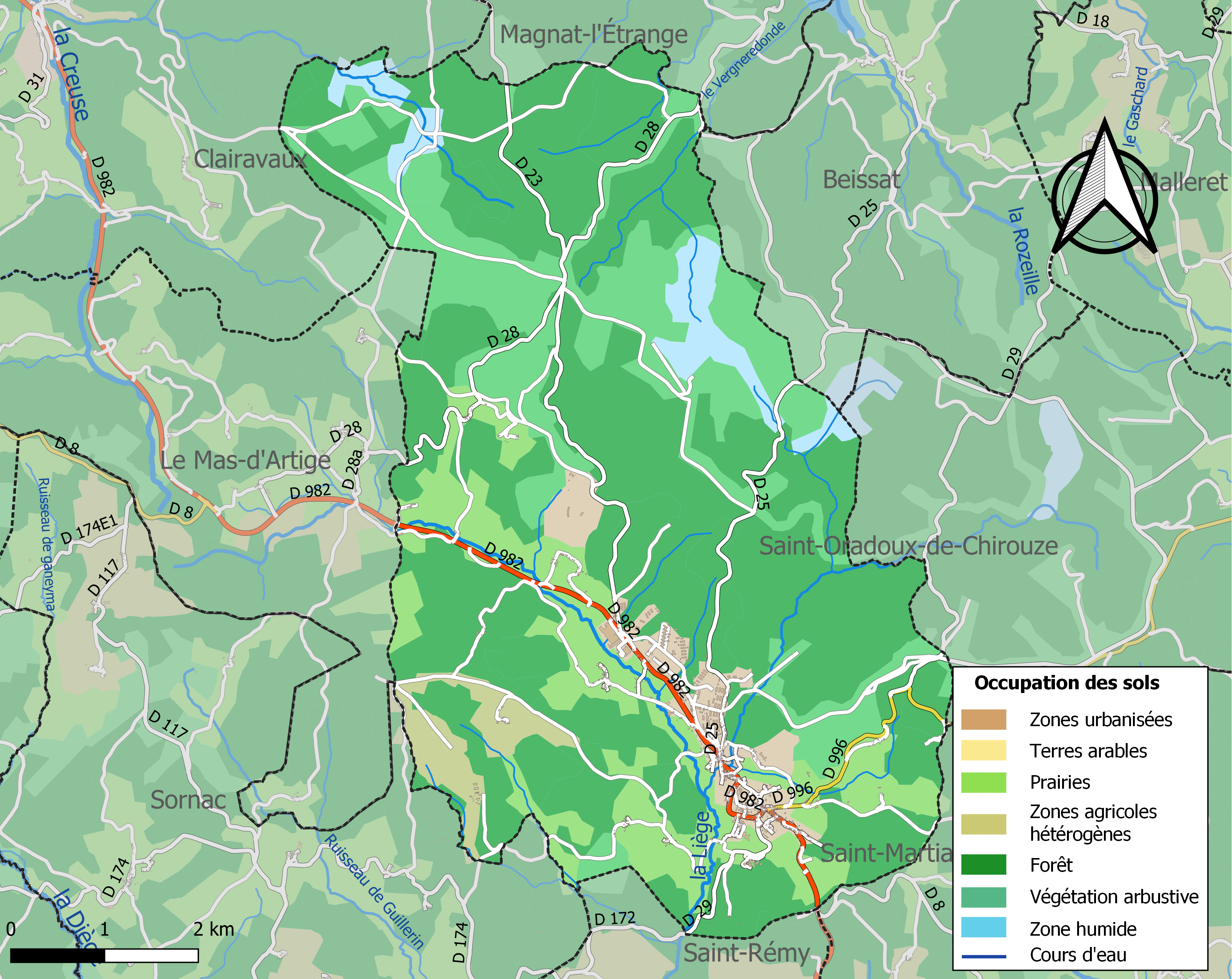

## Demografie
Onderstaande figuur toont het verloop van het inwonertal (bron: INSEE-tellingen).